# Feedly
Feedly est un agrégateur de flux RSS et Atom en ligne. Il est accessible par un navigateur internet, et est également disponible sous forme d'application pour smartphone. Il permet, via une interface web ou une application mobile, de gérer et personnaliser ses abonnements à des flux RSS.
L'application web, développée par la société informatique DevHD, est sortie le 15 juin 2008. Le 15 mars 2013, à la suite de l'annonce de fermeture de Google Reader, Feedly annonce 500 000 nouveaux utilisateurs en 48 heures. Entre avril et mai 2013, le nombre d'utilisateurs total passe de 3 à 12 millions.